# Wallia nyugati gót király
Wallia, más írásmóddal Vallia (385 körül – 418) nyugati gót király 415-től haláláig. Uralma alatt Róma-barát politikát folytatott.

## Élete
Gót nemesként (Athaulf nyugati gót király testvére) megölte elődjét, Sigerichet. Athaulf korábbi gót király özvegyét, Galla Placidiát 600 000 modius gabonáért hazabocsátotta Rómába. Wallia foederatiként feladatul kapta Hispánia megtisztítását a vandáloktól és a szvévektől, ellenszolgáltatásként elismerték Aquitánia urának. Hároméves kíméletlen harc során az alánokat felmorzsolta, a szvéveket az északnyugati hegyvidékre szorította vissza.